# ياسويوكي كيشينو
ياسويوكي كيشينو (باليابانية: 岸野 靖之) (13 يونيو 1958 في شينغو في اليابان – )؛ هو لاعب كرة قدم ياباني سابق كان يلعب كمدافع.

## وصلات خارجية
- ياسويوكي كيشينو على موقع Soccerway.com (الإنجليزية)
- ياسويوكي كيشينو على موقع عالم كرة القدم.نت (الإنجليزية)

- J.League Data Site (باليابانية)